# Palacio de Bracamonte
El Palacio de Bracamonte,  también llamado de la Santa Cruz o Casa de Diego Álvarez de Bracamonte, es un edificio de la ciudad española de Ávila. Perteneció a la Casa de Dávila, también conocida como Casa de Ávila y Casa de los Dávila, uno de los más nobles linajes castellanos, de la que descienden el linaje de los Bracamonte.

## Historia
Su primera construcción data del siglo XV, lo mandó construir Álvaro Dávila, por lo tanto el palacio debería llamarse del marqués de Mariscal ya que el citado Álvaro era mariscal de Castilla. En origen el palacio tenía carácter defensivo era uno de los que defendían las puertas de las murallas de Ávila, por lo tanto adosado al muro prácticamente integrado en él. Como prueba de ello la puerta de la muralla a la que se encuentra adosado el Palacio recibe el nombre de su primer dueño: PUERTA DE MARISCAL.

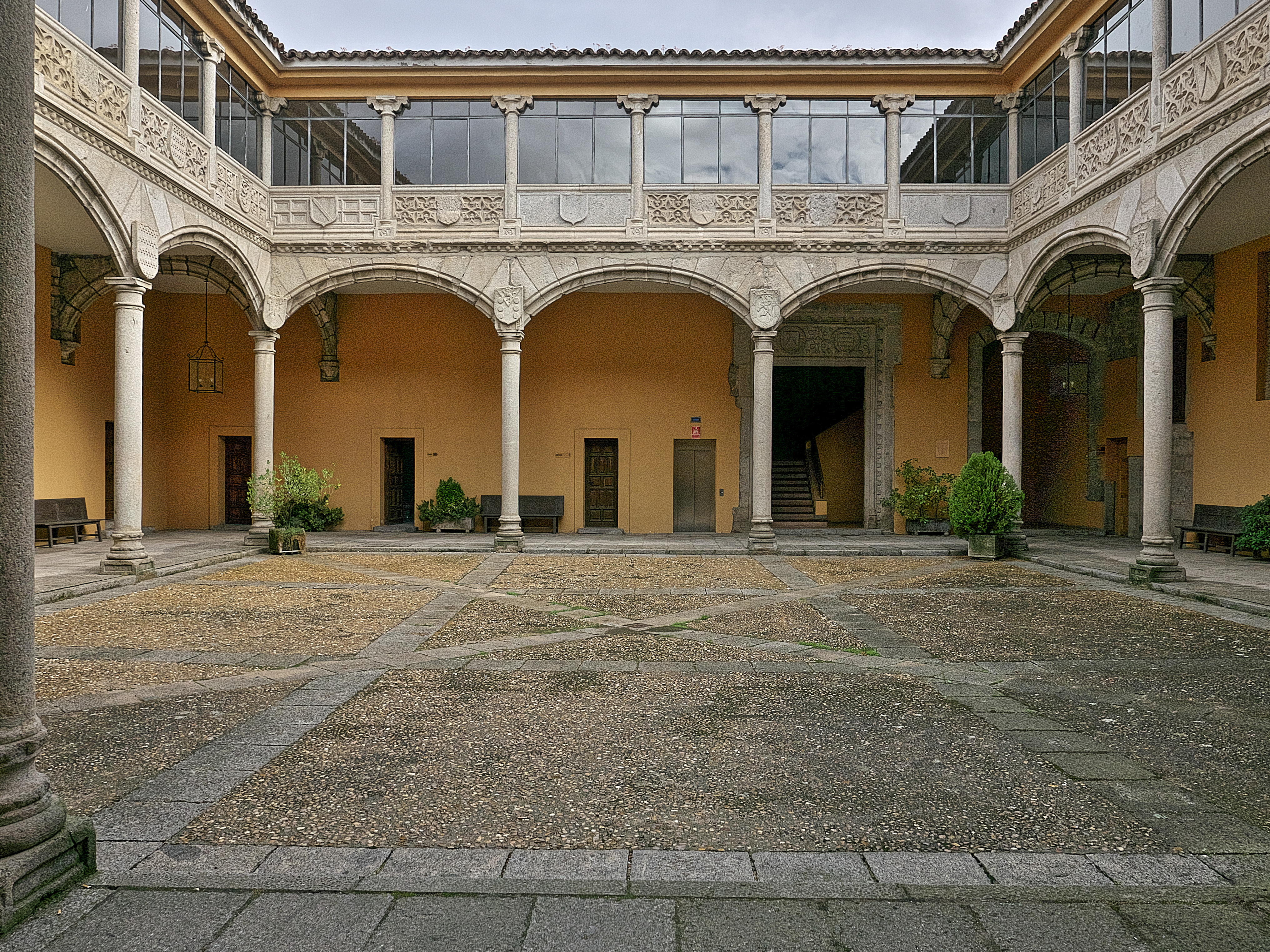
Patio interior del palacio.

La denominación de Bracamonte viene dada porque D.Álvaro se casó con la hija del primer Bracamonte, de origen francés, que vino a España para ayudar a Enrique II en la guerra civil contra su hermano Pedro I, el Cruel de Castilla. Se tiene constancia que el segundo dueño mandó su reconstrucción en 1510 y acabó hacia 1597, muchos años debido a diferentes complicaciones.
Estuvo habitado por la familia Bracamonte desde los siglos XVI, XVII, XVIII. En el siglo XIX permaneció cerrado y deshabitado, hasta que a comienzos del actual, lo ocupó la familia del barón de Andilla, los Santa Cruz Garces de Marcilla, sucesores indirectos de los Bracamonte. En esta época por el frío intenso de sus estancias fue tapiado el patio central.
Ha sido un logro el hallazgo de sus arquerías, columnas, artesonados, obra de restauración llevado a cabo por la entonces Delegación Nacional de la sección femenina del movimiento. Actualmente el propietario es el Ministerio de Cultura.
El edificio es de planta cuadrada construido en sillería, mampostería y tapial, simbiosis de elementos tardogóticos con otros de principios del renacimiento. Las transformaciones afectaron fundamentalmente a la fachada principal, totalmente alterada. Tiene dos alturas, la inferior con la puerta de acceso, sencilla con arco escarzano, flanqueada por ventanas; en la superior se abren balcones.
Lo mejor conservado y más interesante es el patio que ocupa el centro del espacio del palacio. Tiene planta cuadrada y dos pisos de galerías, el inferior con tres arcos por panda, con finas columnas toscanas que reciben arcos escarzanos y que se decoran en los montantes de las enjutas con escudos nobiliarios de las ramas de la familia propietaria entre los que se advierten: Bracamonte, Velasco, Guzmán, Dávila, Águila y Valderrábanos. La galería superior se divide por una cornisa decorada con el típico motivo de bolas abulenses de comienzos del siglo XVI, a diferencia del anterior es arquitrabado y divide las crujías en cinco huecos, dos sobre cada arco, sustentado por columnas con capitel desarrollado en forma de zapata y con ricos antepechos con tracería gótica y escudos de las familias citadas. En el interior se conserva alguna dependencia con cubierta de viguería de madera del siglo XVI. También subsiste la caja de la escalera claustral rectangular, tiene dintel decorado con los blasones de los Velasco y Bracamonte dentro de coronas de laurel y rodeando la puerta las bolas o perlas.
Actualmente es la sede del Servicio Territorial de Cultura y de la Sección Agraria Comarcal de Ávila de la Junta de Castilla y León.